# Almindelig guldregn
Almindelig Guldregn (Laburnum anagyroides) er en plante i slægten Guldregn i Ærteblomst-familien. Planten er meget giftig på grund af indholdet af alkaloidet cytisin. Problemet kan dog mindskes ved at foretrække krydsningen Laburnum x watereri, eventuelt i sorten 'Vossii', som kun danner få, modne bælge.

## Beskrivelse
Almindelig guldregn (Laburnum anagyroides) er et lille, løvfældende træ med en åben, uregelmæssig vækstform. Barken er først grågrøn og filthåret. Senere bliver den mørkt grågrøn eller olivengrøn. Gammel stammebark bliver nøddebrun og svagt furet. Knopperne er spredt stillede, tiltrykte og ægformede med silkeagtig behåring. Bladene er trekoblede med ovale, helrandede småblade. Oversiden er mørkegrøn, mens undersiden er grågrøn og fint håret. Blomstringen foregår i maj-juni, hvor man finder blomsterne samlet i hængende klaser. De enkelte blomster er formet som ærteblomster med varmt gule kronblade og grønne bægerblade. Frugterne er silkehårede, grønne bælge. Ved modenhed springer bælgene skrueformet op, og de brune frø spredes. Rodnettet består af en dybtgående pælerod med ret få siderødder. Almindelig guldregn har, som alle i ærteblomst-familien, samliv med knoldbakterier af slægten Rhizobium, hvad der skaffer planten rig adgang til biologisk brugbart kvælstof (N).
Alle dele af planten er giftige på grund af et højt indhold af stoffet cytisin. Det er dog størst i bælge og frø. Derfor kan forgiftningrisikoen nedsættes ved at foretrække planter af krydsningen Laburnum x watereri, der kun danner nogle få bælge. Dette gælder især sorten 'Vossii'.

## Hjemsted
Arten har sin naturlige udbredelse i Alperne og de sydeuropæiske bjerge. Her findes den i blandede løvskove. I naturparken Monte Penzola, der ligger ca. 50 km sydøst for Bologna, vokser træet på kalkholdig bund i et tørt klima sammen med bl.a. almindelig humlebøg, blodrød storkenæb, buskhestesko, dueskabiose, duneg, grenet edderkopurt, hvid diktam, mannaask, nikkende limurt, Peucedanum cervaria (en art af svovlrod), skarpbladet asparges, skovhullæbe, spartium, stedsegrøn rose, storfrugtet røn, vellugtende skovranke og vild krap

## Galleri
|  |  |  |
|  |  |  |